# Almira Scripcenco
Almira Scripcenco ([skriptʃenko], französisch auch Almira Skripchenko; * 17. Februar 1976 in Chișinău) ist eine französische Schachspielerin aus der Republik Moldau.

## Leben
Die Tochter eines Russen und einer Armenierin (der Frauengroßmeisterin Naira Agababean) erlernte als 5-Jährige Schach und machte schnelle Fortschritte: als 10-Jährige war sie bereits Spielerin der 1. Kategorie. International machte Almira Scripcenco erstmals 1992 auf sich aufmerksam, als sie die Jugendweltmeisterschaft der Altersklasse U16 weiblich gewann und mit der moldauischen Frauenauswahl an der Schacholympiade in Manila teilnahm. 1995 wurde ihr der Titel einer Frauengroßmeisterin verliehen, 1998 der eines Internationalen Meisters.
2001 gewann Scripcenco die Europameisterschaft der Frauen in Warschau. Sie nahm an zwei Weltmeisterschaften der Frauen teil und erreichte 2000 das Achtelfinale, 2001 das Viertelfinale.
Seit 1996 lebt Scripcenco in Frankreich und ist seit 2002 für ihre neue Heimat international spielberechtigt. Die französische Meisterschaft der Frauen gewann sie sieben Mal (2004, 2005, 2006, 2010, 2012, 2015 und 2022). Scripcenco gehörte 2003 zu den Gründungsmitgliedern der Association of Chess Professionals (ACP) und war deren Schatzmeisterin. Im Februar 2015 belegt sie den 55. Platz in der Frauenweltrangliste.
In den vergangenen Jahren nahm Scripcenco auch an internationalen Pokerturnieren teil. Sie belegte bei der World Series of Poker 2009 in Las Vegas bei einem Event in der Variante No Limit Texas Hold’em den siebten Platz bei 1695 Teilnehmern für ein Preisgeld von knapp 80.000 US-Dollar. 2010 wurde sie mit dem France Poker Award als beste französische Spielerin ausgezeichnet.
Von 1997 bis 2003 war Scripcenco mit dem französischen Großmeister Joël Lautier verheiratet. Nach der Scheidung von Lautier heiratete sie den französischen Großmeister Laurent Fressinet. Seit Januar 2007 sind sie Eltern einer Tochter.
Am 8. Mai 2010 verstarb Scripcencos Vater Fjodor Fjodorowitsch, der Präsident der moldauischen Schachföderation war.

## Mannschaftsschach

### Nationalmannschaft
Almira Scripcenco nahm von 1992 bis 2012 an zehn Schacholympiaden der Frauen teil, wobei sie fünfmal (1992, 1994, 1996, 1998 und 2000) für Moldau und fünfmal (2002, 2004, 2006, 2008 und 2012) für Frankreich antrat. Bei Mannschaftseuropameisterschaften der Frauen war Scripcenco sechsmal am Start (1992 und 2001 für Moldau, 2003, 2005, 2007 und 2015 für Frankreich). Dabei erreichte sie 2001 in León sowohl in der Mannschaftswertung als auch in der Einzelwertung am ersten Brett den zweiten Platz, während sie 2015 in Reykjavík das drittbeste Einzelergebnis am zweiten Brett erzielte.

### Vereinsschach
Seit 1998 spielt Scripcenco auch in deutschen Vereinen, zunächst beim SC Heiligenhaus, ab 2002 beim SC Baden-Oos (der im Dezember 2004 in OSC Baden-Baden umbenannt wurde), von 2003 bis 2012 bei Werder Bremen (und gleichzeitig bis 2005 als Gastspielerin in der Frauenbundesliga beim OSC Baden-Baden) und in der Saison 2012/13 bei den SF 1891 Friedberg. 2005 gewann Scripcenco mit Werder Bremen die Deutsche Mannschaftsmeisterschaft, die deutsche Mannschaftsmeisterschaft der Frauen gewann sie mit Baden-Baden 2003, 2004 und 2005. In der niederländischen Meesterklasse spielte Almira Scripcenco von 1997 bis 1999 für die zweite Mannschaft von Panfox/De Variant Breda. Scripcenco gewann die französische Mannschaftsmeisterschaft 2003 und 2004 mit NAO Paris, 2007, 2008, 2012, 2013, 2014 und 2016 mit Clichy, sie hat auch schon für C.E.M.C. Monaco und Asnières - Le Grand Echiquier gespielt. Die französische Mannschaftsmeisterschaft der Frauen gewann sie 2007 und 2009 mit Clichy. Am European Club Cup für Frauen nahm Scripcenco insgesamt zehnmal teil (2000 für BAS Belgrad, 2003 für ULIM Chișinău, 2007 bis 2014 für CE Monte Carlo) und gewann den Wettbewerb 2007, 2008, 2010, 2012 und 2013. Mit der zweiten Mannschaft von Panfox Breda nahm sie am European Club Cup 1998 teil.

## Shōgi
Almira Scripcenco spielt auch Shōgi.